# ブレストラン

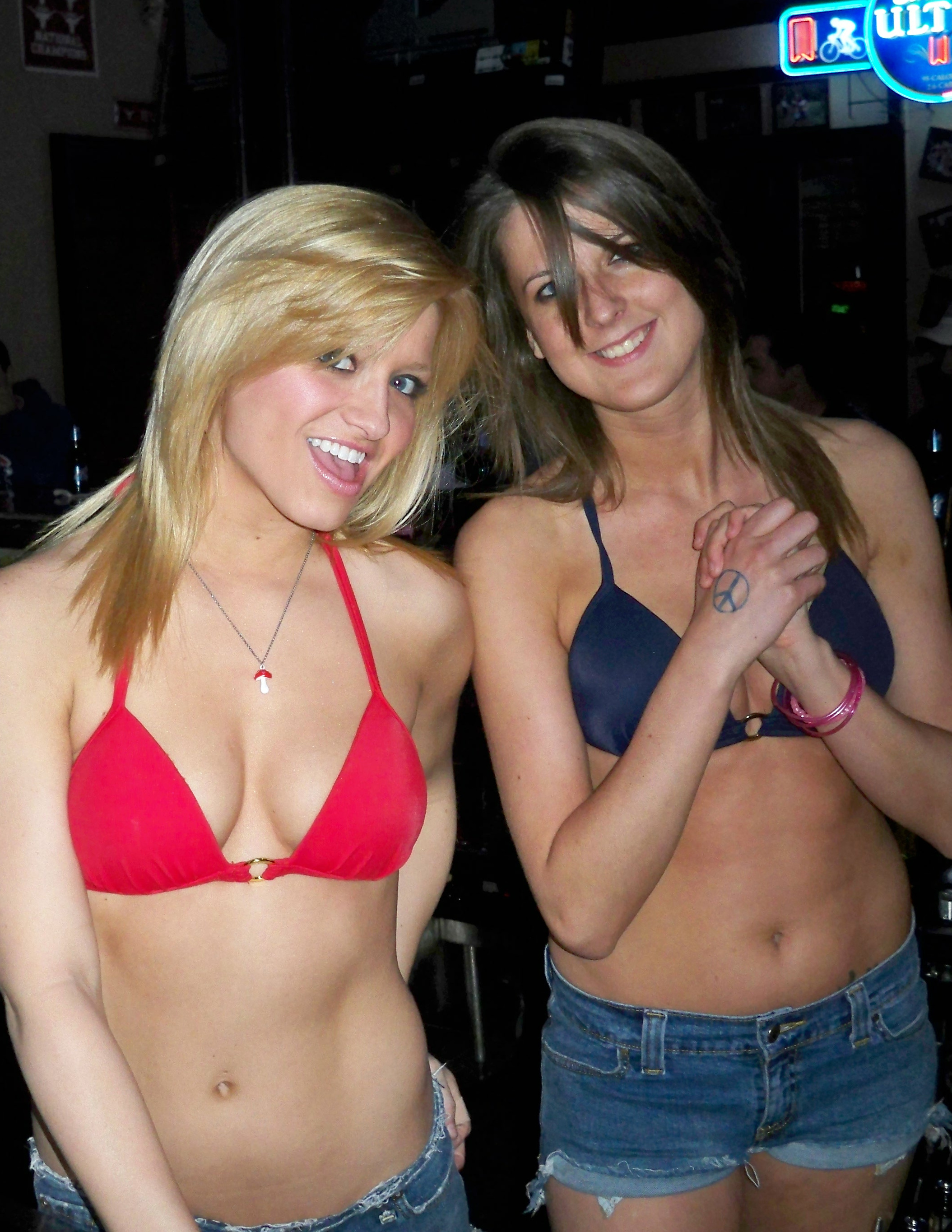
ビキニーズ・スポーツバー&グリルのウェイトレス（オースティン、2010年）

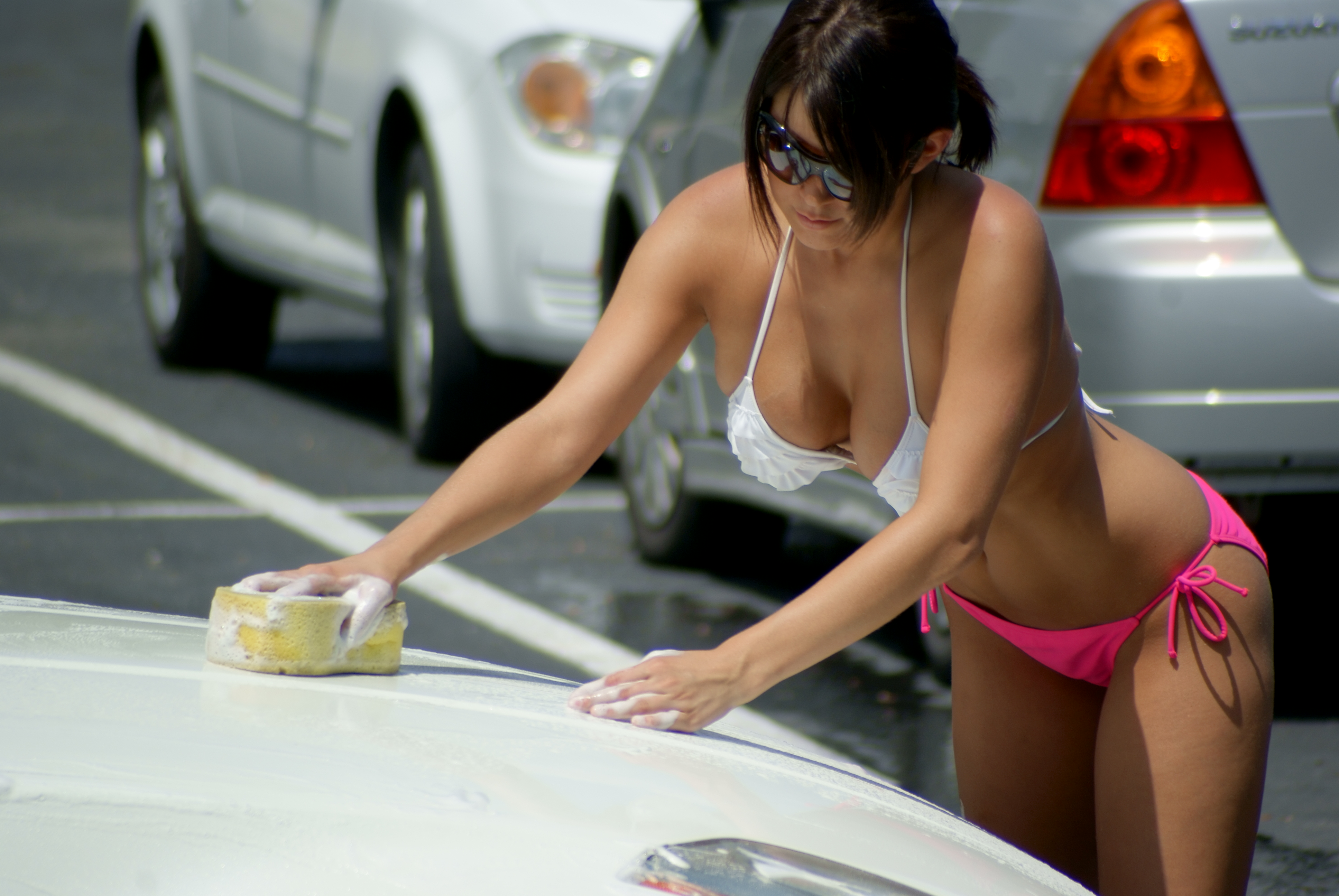
顧客の車を洗うツイン・ピークスのウェイトレス（オースティン、2012年）

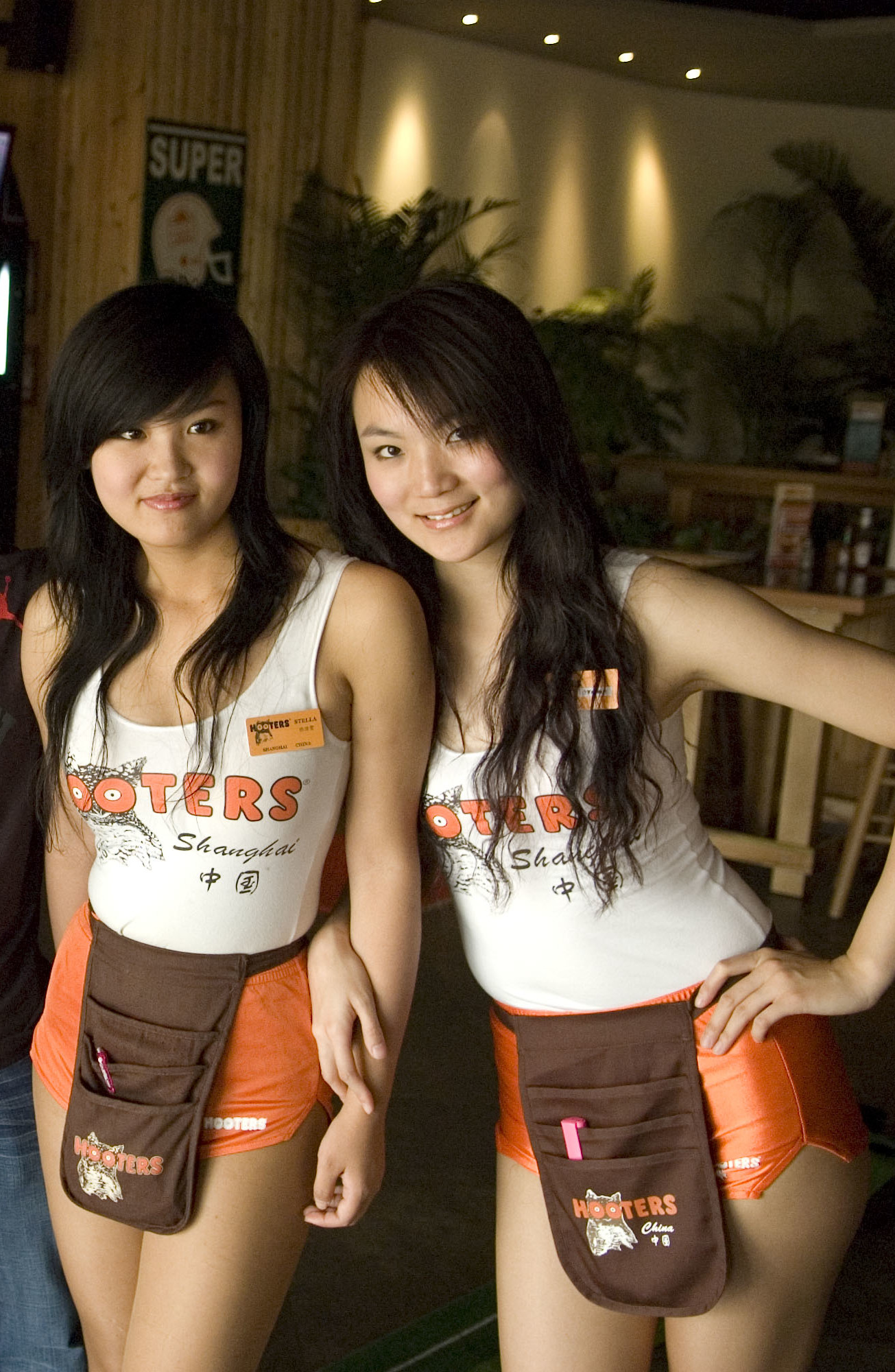
上海のフーターズ従業員（2007年）

ブレストラン (breastaurant) は、女性のウェイトレスが露出度の高い服装をしているレストラン。この用語は、1990年代初頭にレストランチェーンのフーターズがアメリカ合衆国で開店した後に遡る。その後、この様式はレッドネック・ヘブン、ティルテッドキルト・パブ&イータリー、ツイン・ピークス、ボムシェルズ、ボーン・ダディズ、オホス・ロコス、ビキニーズ・スポーツバー&グリル、カーズ・ウィングハウス・バー&グリルを含む他のレストランでも採用されている。
これらのレストランは、性的なダブル・ミーニングのブランド名を使用することが多く、装飾とメニューの両方で決まったテーマを持っている場合もある。レストランでは、酒やコケットリーな接客係などのサービスを顧客に提供する場合がある。

## 歴史
フーターズは、1983年から運営されている最初のブレストランとして認知されている。他の企業は、すぐにこの様式を採用した。飲食業の調査会社テクノミックによると、フーターズ後のアメリカの上位3つのブレストランチェーンの2011年の売上高はそれぞれ30％以上増加した。
2012年10月、ビキニーズ・スポーツバー&グリルは、「ブレストラン」という用語を米国特許商標庁に商標登録した。ただし、2019年5月24日の時点で、「継続使用申請がされていない」ため失効した。ビキニーズ・スポーツバー&グリルは2018年12月23日に最後の店舗を閉店した。
日本においてフーターズを展開していたエッチジェーは、2019年3月に民事再生法適用を申請し、同年6月にファン・ダイニングに譲渡した。2020年8月21日には日本1号店だった赤坂店を閉店し、銀座店が日本唯一の店舗となった。
飲食店経営者兼ブロガーの麦とホップは、日本のニュースサイト「M&A Online」に寄せた2019年3月のコラムの中で、日本ではフーターズのような開放的なブレストランよりも、スナックやキャバクラ、メイドカフェなどといった閉鎖的な形態が好まれたのが、民事再生法を適用せざるを得なくなった一因だと推測している。

## 男性版
同じように男性ウェイターの外観に焦点をあてたレストランには、2015年5月にテキサス州ダラスで開店して2016年8月に閉店した、薄着の男性をフィーチャーしたタリーワッカーズが含まれる。日本には、マッチョカフェやマッチョ・ミート・ショップなど、筋肉質の男性が食べ物や飲み物を提供する施設がある。

## 批判
ブレストランは女性を性的対象化していると批判を受けている。